# The Hurting
The Hurting ist das Debütalbum der britischen Band Tears for Fears. Es erschien im März 1983 und wurde ein Nummer-eins-Album in Großbritannien.

## Geschichte
Nach der Auflösung der eher Ska-orientierten Band Graduate schrieb Roland Orzabal Songs, die oft recht minimalistisch angelegt sind. Ein Einfluss war etwa John Lennons Album Plastic Ono Band. A&R-Manager David Bates hörte Demobänder der Titel Suffer the Children und Pale Shelter und nahm die Band für Mercury Records unter Vertrag. Beide Titel wurden als Singles aufgenommen; das von David Lord produzierte Suffer the Children erschien im November 1981, der Titel Pale Shelter (You Don’t Give me Love) wurde von Mike Howlett produziert und im März 1982 veröffentlicht.
Bates entschied sich für die Produktion eines Albums und brachte Tears for Fears mit den Musikproduzenten Chris Hughes und Ross Cullum zusammen. Bates und Hughes hatten sich als Kollegen bei Virgin Records kennengelernt und in der Band „The Blitz Brothers“ zusammengearbeitet. Die erste gemeinsame Arbeit der Band mit Hughes und Cullum war die Single Mad World, die sich in der britischen (Platz 3) und deutschen Hitparade (Platz 21) platzierte. Bates veranlasste, dass das ursprünglich als A-Seite geplante Ideas as Opiates der britischen Single gegen Mad World getauscht wurde. Die Single Change platzierte sich in den britischen Musikcharts auf Platz 4 und den Billboard Hot 100 auf Platz 73 bevor im März 1983 das Album erschien. Eine von Hughes und Cullum produzierte Neuaufnahme von Pale Shelter wurde 1983 als Single veröffentlicht und erreichte in Großbritannien und Deutschland Hitparadenplatzierungen.

## Stil und Texte
Auf dem Album sind Synthesizer, Akustikgitarren und elektronische Soundflächen zu hören. Neben Orzabal und Smith, die den Kern von Tears for Fears bilden, waren an den Aufnahmen auch Manny Elias am Schlagzeug und Ian Stanley an den Keyboards beteiligt. Der als Adam Ants Schlagzeuger bekannte Hughes (Rhythmusprogrammierung und Perkussion) beteiligte sich auch musikalisch an den Aufnahmen. Als Gastmusiker sind der Saxofonist Mel Collins und der Gitarrist Phil Palmer vertreten. Caroline Orzabal, die Ehefrau von Roland Orzabal, steuerte einen Gesangsteil für Suffer the Children bei. Das Album beschäftigt sich inhaltlich mit schwierigen Kindheitserfahrungen.

## Veröffentlichung
Das Album wurde Anfang März 1983 veröffentlicht, 2009 veröffentlichte die Band eine remasterte Deluxe Edition mit einer zweiten CD, die seltene und unveröffentlichte Aufnahmen enthält.
2023 folgte eine 40th anniversary-Ausgabe in 5.1-Surround Sound auf Blu-ray audio disc.

Remixed von Steven Wilson in hochauflösendem Dolby Atmos (24bit/48k), DTS-HD Master Audio 5.1 (24bit/96k) und Stereo (24bit/96k) streams, enthält auch diese Ausgabe bislang unveröffentlichtes Material.

## Rezeption
Bruce Eder von Allmusic gab dem Album 4,5 von 5 Sternen. Das Album sei ein „unerwarteter Erfolg“ in England gewesen. Er beschrieb es als „sometimes uncomfortably personal, but musically compelling enough to bring it back across the decades.“

## Titelliste
Alle Songs wurden von Roland Orzabal geschrieben, sofern nicht anders angegeben.

### Originalausgabe
1. The Hurting – 4:20
2. Mad World – 3:35
3. Pale Shelter – 4:34
4. Ideas as Opiates – 3:46
5. Memories Fade – 5:08
6. Suffer the Children – 3:53
7. Watch Me Bleed – 4:18
8. Change † – 4:15
9. The Prisoner – 2:55
10. Start of the Breakdown – 5:00

Die Original-Cassettenversion des Albums enthielt einen Bonustitel – Change (New Version) –, ein früherer Mix des Songs.

### Remaster 1999
Wie oben, vier zusätzliche Stücke:
1. Pale Shelter (Long Version) – 7:09
2. The Way You Are (Extended) – 7:43 (Elias/Orzabal/Smith/Stanley)
3. Mad World (World Remix) – 3:42
4. Change (Extended Version) – 6:00

### Remaster 2023
Wie Originalausgabe, zusätzlich einen instrumental-Mix des Albums und 2 zusätzliche Bonus tracks (bislang unveröffentlicht):
1. Mad World (Mike Howlett Version) – 3:57
2. Watch Me Bleed (Mike Howlett Version) – 3:26

## Kommerzieller Erfolg

### Chartplatzierungen
The Hurting erreichte Ende des Monats die Spitze der britischen Albencharts und wurde zur gleichen Zeit vom britischen Musikverband BPI mit einer Goldenen Schallplatte für mehr als 150.000 verkaufte Tonträger ausgezeichnet. Das Album blieb bis Oktober 1983 ununterbrochen in der Hitparade und hielt sich insgesamt 65 Wochen. 1985 folgte die Zertifikation mit einer Platinschallplatte für mehr als 300.000 verkaufte Tonträger durch die BPI.
In den deutschen Albencharts erreichte das Album Position 15 und in den Billboard 200 Platz 82.
| ChartsChartplatzierungen       | Höchstplatzierung | Wochen |
| ------------------------------ | ----------------- | ------ |
| Deutschland (GfK)              | 15 (24 Wo.)       | 24     |
| Vereinigte Staaten (Billboard) | 82 (20 Wo.)       | 20     |
| Vereinigtes Königreich (OCC)   | 1 (65 Wo.)        | 65     |

| ChartsJahrescharts (1983) | Platzierung |
| ------------------------- | ----------- |
| Deutschland (GfK)         | 49          |

### Auszeichnungen für Musikverkäufe
| Land/Region                  | Auszeichnungen für Musikverkäufe (Land/Region, Auszeichnung, Verkäufe) | Verkäufe  |
| ---------------------------- | ---------------------------------------------------------------------- | --------- |
| Frankreich (SNEP)            | Gold                                                                   | 100.000   |
| Kanada (MC)                  | Platin                                                                 | 100.000   |
| Vereinigte Staaten (RIAA)    | Gold                                                                   | 500.000   |
| Vereinigtes Königreich (BPI) | Platin                                                                 | 300.000   |
| Insgesamt                    | 2× Gold · 2× Platin ·                                                  | 1.000.000 |